# Alexander Trojan

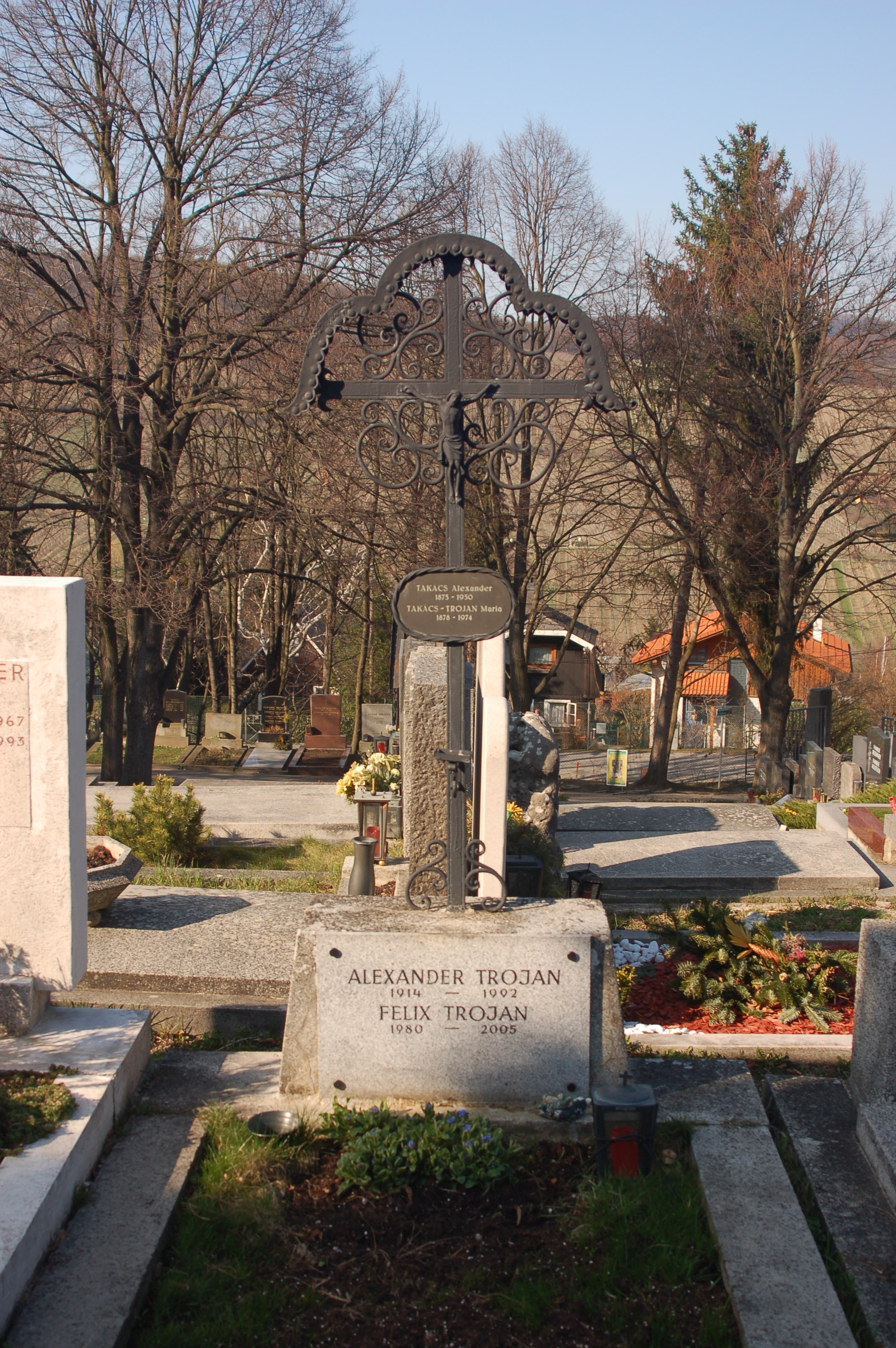
Grabmal von Alexander Trojan auf dem Neustifter Friedhof

Alexander Trojan eigentlich Alexander Takacs (* 30. März 1914 in Wien, Österreich-Ungarn; † 19. September 1992 ebenda) war ein österreichischer Kammerschauspieler.

## Leben
Alexander Trojan besetzte anfangs Kinderrollen am Wiener Burgtheater. Später verzeichnete er Engagements an den Wiener Kammerspielen und am Volkstheater, in Brünn und Graz. Von 1938 bis 1991 war er Mitglied des Burgtheaters und wurde 1989 Ehrenmitglied. Trojan stand 1944 in der Gottbegnadeten-Liste des Reichsministeriums für Volksaufklärung und Propaganda.
Trojan war mit der Schauspielerin Hilde Mikulicz verheiratet.
Seine ehrenhalber gewidmete Grabstätte befindet sich auf dem Neustifter Friedhof (Gruppe O, Reihe 5, Nummer 13).

## Filmografie (Auswahl)
- 1939: Frau im Strom
- 1939: Der ewige Quell
- 1943: Gabriele Dambrone
- 1943/47: Am Ende der Welt
- 1945: Wo ist Herr Belling? (unvollendet)
- 1947: Die vertauschten Ehemänner (Wer küßt wen?)
- 1948: Der Leberfleck
- 1949: Das Siegel Gottes
- 1950: Auf der Alm, da gibt’s koa Sünd
- 1951: Das seltsame Leben des Herrn Bruggs
- 1955: Spionage
- 1959: Panoptikum 59
- 1961: Das Riesenrad
- 1962: Waldrausch
- 1964: Marie Octobre (TV)
- 1974: Der Abituriententag
- 1976: Kabale und Liebe  (Akademietheater (Wien)) und (Fernsehen) Gerhard Klingenberg
- 1978: Die Zuhälterin
- 1991: Die Strauß-Dynastie